# Lago de Guild
O lago de Guild ( ou simplesmente lago Guild)  era uma planície sujeita a inundações perto da confluência de Balch Creek com o rio Willamette, no estado americano de Oregon .  O povo indígena Multnomah estabeleceu vilas nas proximidades da Ilha Sauvie, mas não na área pantanosa ao longo do rio Balch Creek, no que mais tarde se tornou o noroeste de Portland .  O lago estava a uma altitude de 10 m acima do nível do mar entre o que mais tarde se tornou a Northwest Saint Helens Road e a Northwest Yeon Street,  no distrito industrial do noroeste de Portland.  
O lago recebeu o nome de Peter Guild, um dos colonos pioneiros do século 19 na área.  Em 1847, ele adquiriu quase 600 acres (2.4 km2)   das zonas húmidas através de uma reivindicação de terra de doação .  Após a morte de Guild em 1870,  inúmeros proprietários de terras modificaram a área para acomodar serrarias, ferrovias, docas de embarque  e o incinerador de lixo da cidade de Portland.  O Guild’s lake Rail Yard, construído pela Northern Pacific Railway na década de 1880, tornou-se um importante pátio de troca de trens.  Começando na década de 1890, o aprofundamento do canal no rio Willamette aumentou o status da cidade como um porto de águas profundas. Esses desenvolvimentos ajudaram a fazer do Guild’s lake, nas proximidades, a área industrial mais importante de Portland. 
Em 1905, a Lewis and Clark Centennial Exposition, realizada em uma ilha artificial no Guild's Lake, ajudou a estimular o crescimento na área. Após  a exposição, os desenvolvedores encheram o lago e seus arredores com pedras e cascalho drenado de partes da bacia hidrográfica de Balch Creek nas colinas oeste acima da planície de inundação ou dragado do rio Willamette. Os líderes cívicos promoveram a área do lago Guild como um excelente local para a indústria, porém em meados da década de 1920 o lago havia sumido.  Durante a Segunda Guerra Mundial, o Projeto de Habitação do lago Guild um complemento do projeto de Vanport, forneceu habitação temporária para os trabalhadores nos estaleiros Kaiser .   Após a guerra, o processamento e armazenamento de produtos químicos e de petróleo, a fabricação de metais e outras grandes indústrias se expandiram na área. Em 2001, o Conselho Municipal de Portland adotou o Plano do Santuário Industrial do Guild’s lake, que visa proteger a "viabilidade econômica de longo prazo como distrito industrial". 

## ligações externas
- Lago da Guilda na Enciclopédia de Oregon